# Wilschany
Wilschany (ukrainisch Вільшани; russisch Ольшаны Olschany) ist eine Siedlung städtischen Typs in der ukrainischen Oblast Charkiw mit 6900 Einwohnern (2019).
Wilschany wurde 1650 gegründet, erhielt 1938 den Status einer Siedlung städtischen Typs und liegt auf einer Höhe von 121 m an der Regionalstraße P–46 etwa 30 km westlich vom Oblastzentrum Charkiw und 23 km südwestlich vom ehemaligen Rajonzentrum Derhatschi.
Am 12. Juni 2020 wurde die Siedlung ein Teil der neugegründeten Siedlungsgemeinde Solonyziwka, bis dahin bildete es die gleichnamige Siedlungratsgemeinde Wilschany (Вільшанська селищна рада/Wilschanska selyschtschna rada) im Südwesten des Rajons Derhatschi.
Am 17. Juli 2020 kam es im Zuge einer großen Rajonsreform zum Anschluss des Rajonsgebietes an den Rajon Charkiw.

## Galerie

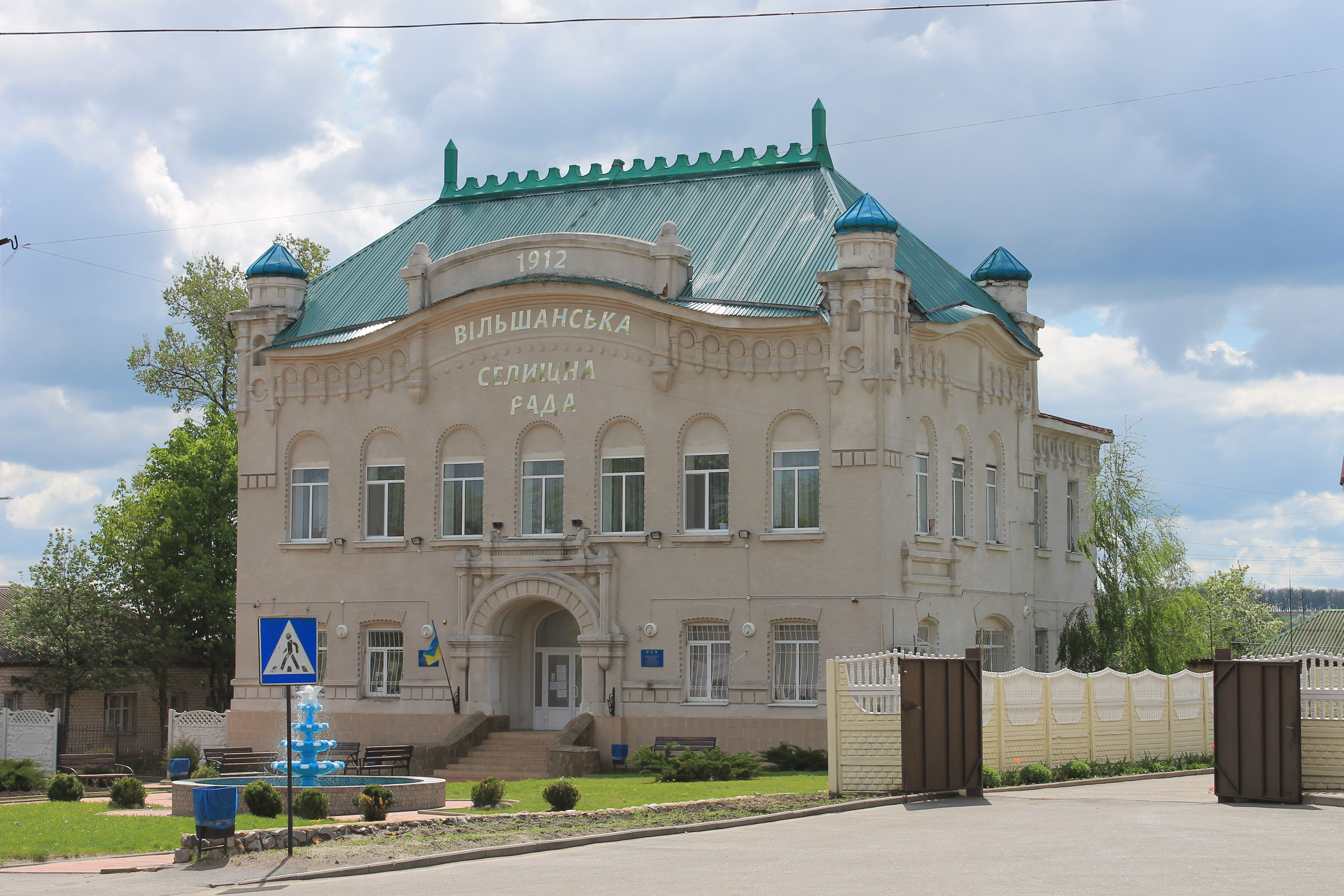
Gemeinderat (ehemaliges Landbankgebäude), 2015
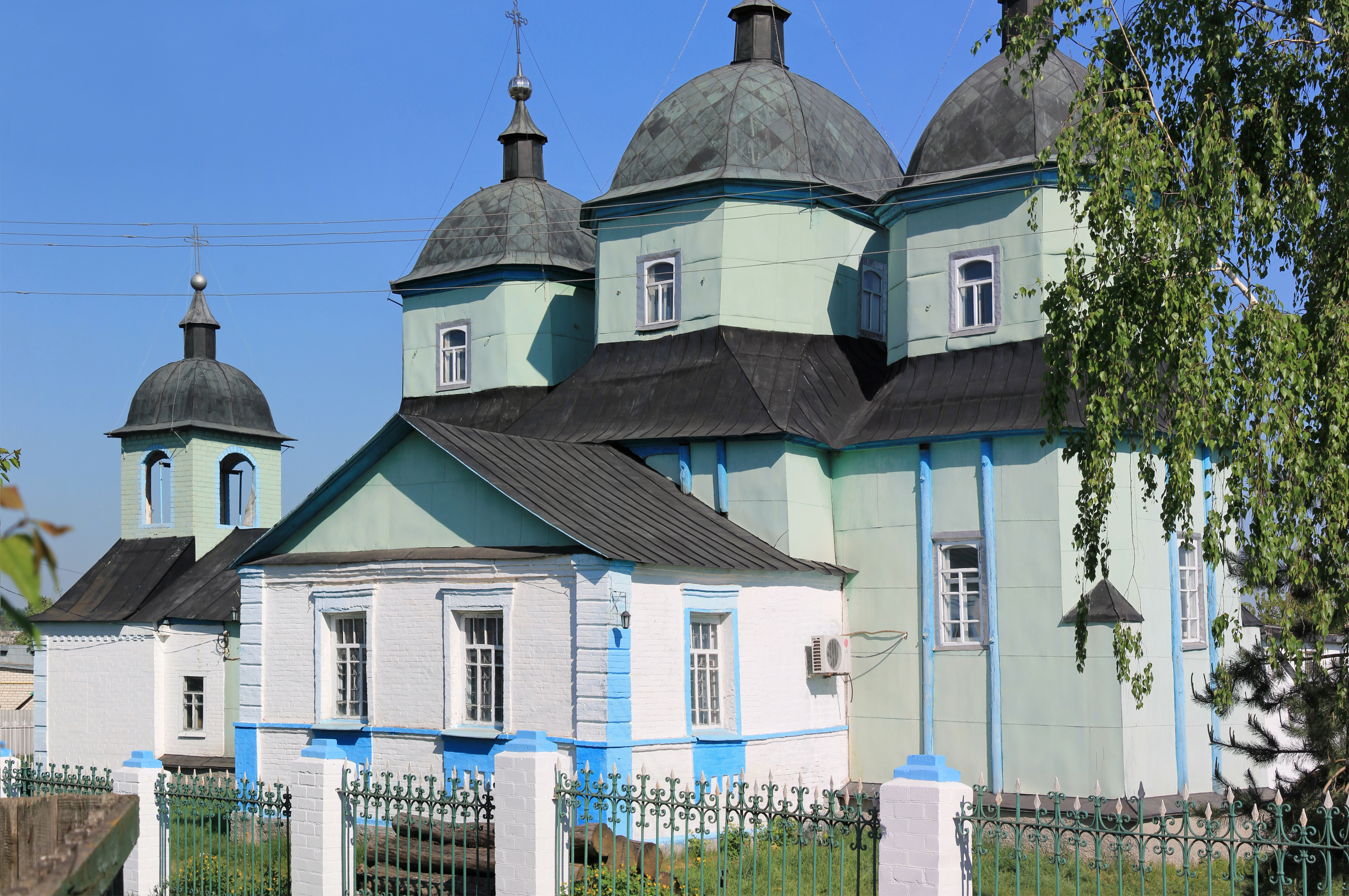
St.-Nikolaus-Kirche, 2013
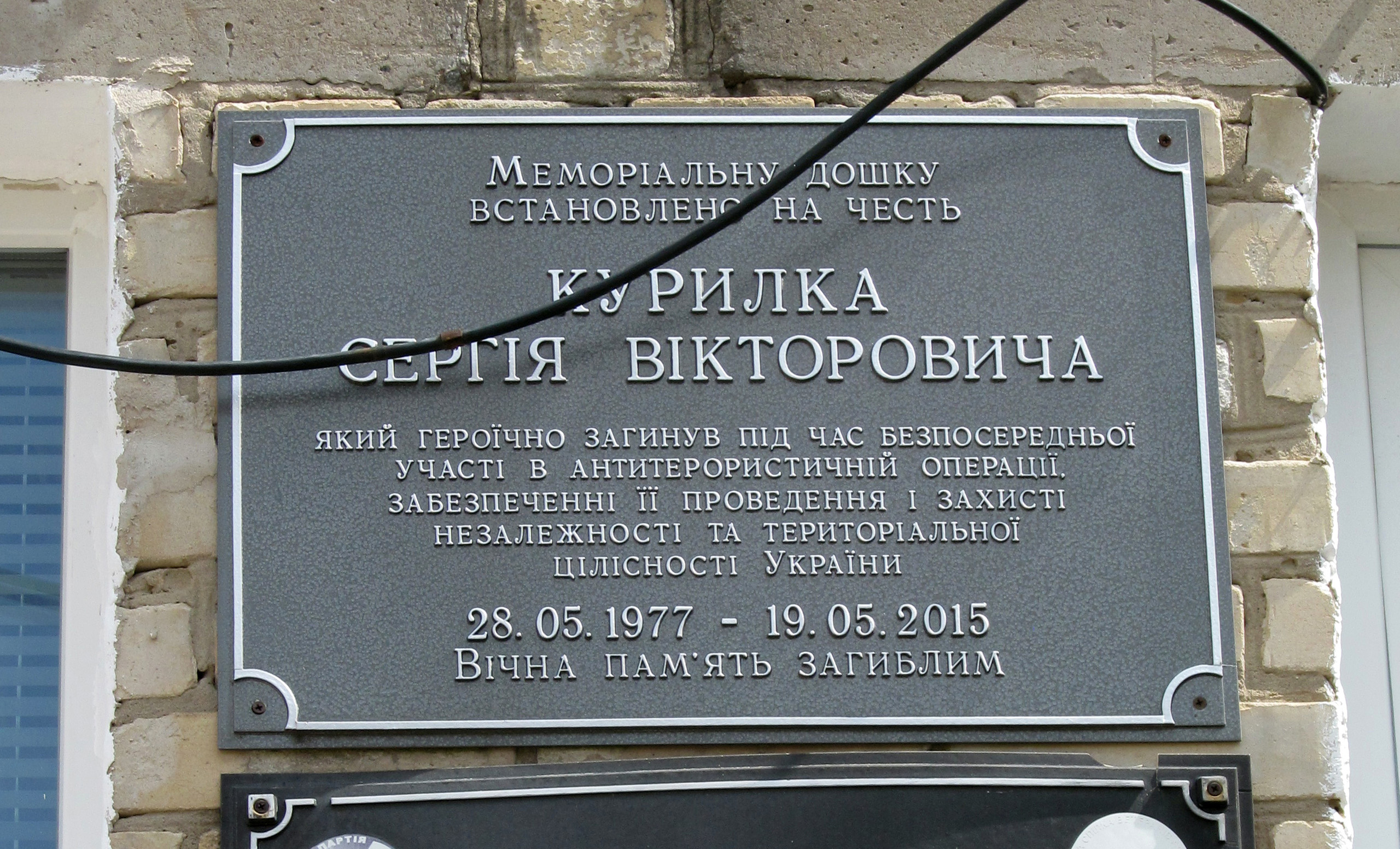
Gedenktafel für Serhij Kurylko, den Soldaten der Ukrainischen Streitkräfte, der im russisch-ukrainischen Krieg gefallen ist, 2019